# Максим (епископ Александрийский)
Макси́м (ср.-греч. Μάξιμος) — епископ и папа Александрийский в 264/265 — 282 годах. Прославлен в лике святых.

## Биография
В копто-арабском Синаксаре (XIII—XIV вв) говорится, что Максим происходил из Александрии, его родители были благочестивыми христианами, во диакона его рукоположил Иракл (230/1 — 246 или 248), а во пресвитера — Дионисий.
До епископства был близок к Дионисию Великому. Фигурирует в послании Дионисия к Дидиму и Дометию в числе пресвитеров, остававшихся в Александрии и тайно посещавших христиан в заключении по видимому в период гонения императора Деция (249—251). Когда император Валериан около 257 года возобновил преследование христиан, Максим был арестован вместе с Дионисием и предстал перед судом префекта Египта Эмилиана. По приговору Эмилиана они оба вместе с диаконами Фавстом, Евсевием, Херимоном и мирянином Маркеллом были сосланы в селение Кефро на границе с Ливийской пустыней, где в результате их проповеди язычникам образовалась большая христианская община. Спустя некоторое время изгнанников вызвали в Мареотиду, где им было определено новое место ссылки — селегне Коллутий, которое находилось ближе к Александрии, так что Дионисий мог поддерживать более оживлённую связь со своей паствой. В 261 году Максим вместе с Дионисием вернулся в Александрию.
Благодаря столь приближенному к святителю положению его избрал избран его преемником в 264 или 265 году. Управлял Александрийской церковью 18 лет.
Во время епископств Максима в 268 году в Антиохии состоялся собор, на котором была осуждена ересь Павла Самосатского. Имя Максима значится на 2-м месте после Дионисия Римского среди адресатов соборного послания, посвящённого этому вопросу. На Первом собора в Эфесе (431) зачитывалось послание Феликса I Римского к Максиму.
В «Истории Александрийских патриархов» сообщается, что он скончался 14 пармуте (9 апреля). Эта дата как день смерти и памяти Максима отмечена и в копто-арабском Синаксаре XIII—XIV веков.

## Почитание
В ранних мартирологах и календарях, а также в византийских синаксарной традиции память Максима не зафиксирована, но она присутствует в каролингском «историческом» Мартирологе Узуарда (вторая половина IX века) под 27 декабря. Очевидно, Узуард отвел для нее день, следующий за днем памяти Дионисия Римского (26 дек.), к которому, как и к Максиму, обращено послание Антиохийского собора 268 года. При этом в краткой заметке о Максиме Узуард почти дословно воспроизвел текст о Максиме из заметки о Дионисии Александрийском под 17 ноября в Мартирологе своего старшего современника Адона Вьеннского: «В Александрии святой епископ Максим, который стал весьма знаменит и славен из-за чести исповедничества». Из Мартиролога Узуарда память Максима перешла в Римский мартиролог кардинала Цезаря Барония. В современном Римском мартирологе память Максима указана под 9 апреля.